# 河谷忍
河谷 忍（かわたに しのぶ、1996年4月24日 - ）は、日本の構成作家、放送作家、演出家、プランナー、映像ディレクター、映画監督、脚本家。

## 概要
京都府生まれ。 京都府京都市出身。京都芸術大学映画学科卒業。
元・吉本興業契約社員。
漫才ライブの『三八紳士と緞帳淑女』やコントライブの『仁丹天丼丸三角』など様々なお笑いライブを手掛ける。現在はフリーの作家として活動している。

## 人物・エピソード
- ライブ『西本を困らせたい。9』にて、ルーレットがどこで止めてもアタック西本（ジェラードン）になる映像を作成し、本番中に西本が舞台から降りて河谷を追いかけ回した。
- 2022年1月に開催された『ダイヤモンドno寄席』終演後、舞台が暗転しているにもかかわらず全く舞台上から動こうとしないAマッソ加納と真空ジェシカ川北が原因で、舞台監督にこっぴどく怒られたことがある。本人はAマッソ加納のラジオ「Artistspoken」に出演した際、この出来事を「人生で一番怒られた」と語っている。その後楽屋に戻ったら加納は既に帰っていた。